# Stefi (fumetto)
Stefi è un personaggio immaginario protagonista di una serie a fumetti omonima ideata da Grazia Nidasio nel 1976 e pubblicata in Italia sul Corriere dei Piccoli fino al 1992.

## Storia editoriale
Stefania Morandini è la sorella minore di Valentina Mela Verde, protagonista di un'altra serie dell'autrice dove il personaggio esordì come comprimario sul Corriere dei ragazzi per poi passare in uno spin-off nel ruolo da protagonista in una serie a esso dedicata sul Corriere dei Piccoli. La serie venne pubblicata dal n. 43 del 1976 al n. 52 del 1987 e dal n. 2 del 1989 al n. 17 del 1992. Alcuni episodi della serie sono stati poi raccolti in alcuni volumi editi dalla Rizzoli e dalla Mondadori. Negli anni novanta e duemila è stata protagonista di una serie di vignette pubblicate sul Corriere della Sera.

## Biografia del personaggio
Le fu imposto il nome Stefania perché la sua nascita era stata prevista dai medici per il giorno di Santo Stefano, ma il lieto evento risultò in anticipo di alcune ore. Indecisi tra Natalia e Stefania, i genitori optarono per quest'ultimo nome.
Vive con la sorella Valentina, la madre, il padre e il fratello Cesare oltre al cane Ubu; ha un'amica di nome Samantha Pontiroli.

## Altri media
- Il personaggio ha uno spazio fisso nel programma a puntate per ragazzi L'uovo mondo nello spazio, trasmesso sulla Rete 2 nel 1982, dove compare sia come pupazzo che in brevi animazioni, con la voce di Liù Bosisio e Gisella Sofio.[8][9]
- All'interno della campagna educativa Noi, cartoni animati dalle migliori intenzioni, prodotta dalla Rai nel 1999, una serie di spot a cartoni animati finalizzati alla sensibilizzazione alle tematiche ambientali, politiche e scientifiche, il personaggio fu protagonista di un cortometraggio di 90 secondi sul tema della tolleranza.[10]
- Il personaggio è stato protagonista di una serie di cartoni animati, Il mondo di Stefi, composta da 52 episodi di 13 minuti l'uno trasmessa su RaiTre e vincitrice del premio Pulcinella Award come miglior pilota all'edizione 2007 di Cartoons on the Bay.[1][7][11]